# Bob Sandow
Bob Sandow (1921 - 2011) was piloot, golfer op de Amerikaanse en Canadese Tour en golfbaanarchitect.

## Canada
Sandow was RAF piloot en deed met de rang van luitenant in 1940 mee aan de Battle of Britain. Hij  vertegenwoordigde Canada op internationale golftoernooien en speelde met beroemdheden als Gene Sarazen, Bing Crosby, Sam Snead en Byron Nelson. Hij speelde op de Amerikaanse en Canadese Tour totdat hij last van zijn rug kreeg en het rustiger aan moest gaan doen.

Hij haalde in Ontario zijn  examens en begon golfbanen te ontwerpen. Daarna werkte hij samen met Robert Trent Jones. De eerste baan die hij ontwierp was in Glenshields. In 1950 werd hij pro op de Caernarvonshire Golf Club in Wales. 

## Iran
Hij verhuisde naar Iran, waar hij 'director of golf' werd van de Sjah. In 1978 kwam Ayatollah Khomeini aan de macht en vluchtte hij naar Engeland. Hij moest zijn geld en zijn dromen achterlaten. 

## Engeland
Voor Roger Helme ontwierp hij The Grove, een golfclub in Herefordshire. Helme maakte hem voorzitter van de club en zijn echtgenote Beryl Sandow richtte daar de damesclub op. Hij bleef  golfbanen ontwerpen, in totaal staan 170 banen op zijn naam, w.o.
| Graafschap      | Jaar | Golfclub                          | Info                                              |
| --------------- | ---- | --------------------------------- | ------------------------------------------------- |
| Berkshire       | 1992 | The Club at Mapledurham           |                                                   |
| Buckinghamshire | 1992 | Mentmore                          | 2x18 holes                                        |
| Buckinghamshire | 1992 | The Three Locks                   |                                                   |
| Cornwall        | 1992 | Bowood Park Hotel & Golf Club     |                                                   |
| Cornwall        | 1991 | Treloy Golf Club                  |                                                   |
| Devon           | 1992 | Padbrook Park                     |                                                   |
| Essex           | 1991 | Langson Hills Golf & Country Club |                                                   |
| Herefordshire   | 1983 | Belmont Golf Course               |                                                   |
| Herefordshire   | 1967 | Leominster Golf Club              |                                                   |
| Herefordshire   | 19?? | Summerhill Golf Club              | 9 holes                                           |
| Mid-Glamorgan   | 1988 | Mountain Lakes                    | op de Caerphilly berg                             |
| Monmouthshire   | 1982 | The Rolls of Monmouth Golf Club   |                                                   |
| Newport         | 199? | Tredegar Park Golf Club           | club opgericht in 1908, speelde toen op Deer Park |
| Oxfordshire     | 1972 | Badgemore Park                    |                                                   |
| South Glamorgan | 1996 | Cottrell Park Golf Resort         | 36 holes                                          |
| South Glamorgan | 1990 | Peterstone Lakes                  |                                                   |
| South Glamorgan | 1993 | St Andrews Major                  | eerst 9 holes                                     |
| Surrey          | 1976 | The Drift Golf Club               | met Henry Cotton                                  |
| West-Sussex     | 1992 | Singing Hills Golf Club           |                                                   |
| Wiltshire       | 1992 | Thoulstone Park Golf Club         | club sinds 2002 gesloten                          |
| Worcestershire  | 1992 | Bransford Golf Club               |                                                   |
| Worcestershire  | 1991 | The Vale Golf & Country Club      | 36 holes                                          |

## Overlijden
Hij overleed op 7 maart 2011 op 89-jarige leeftijd.

## Onderscheiden
- Distinguished Flying Cross